# تورویک، استان شویئتوکرزیسکیه
تورویک، استان شویئتوکرزیسکیه (به لاتین: Turowice, Świętokrzyskie Voivodeship) یک منطقهٔ مسکونی در لهستان است که در Gmina Fałków واقع شده‌است.

## خصوصیات
تورویک ۳۶۰ نفر جمعیت دارد.